# Thylamys macrurus
La marmosa coligruesa colilarga o comadrejita colilarga (Thylamys macrurus) es una especie de marmosa perteneciente a la familia Didelphidae. Es originaria de América del Sur y habita en las zonas boscosas del sur de Brasil y el este de Paraguay.

## Descripción
Se conocen muy pocos especímenes de esta marmosa. La longitud del cuerpo y la cabeza es de 120 a 135 mm, y la longitud de la cola es de 140 a 155 mm. La mayor parte de su pelaje es gris, pero las áreas de los hombros son de un tono gris rojizo, mientras que el vientre y la parte posterior de la cola son de color blanco o blancuzco. El pelaje que rodea los ojos es de color negro. El dorso de la cola es gris y blanco, y no tiene pelo, excepto por los primeros diez milímetros de la base.
Aunque el género Thylamys se caracteriza por almacenar grasa en la cola, no existen evidencias de que esta especie lo haga.